# Francesca Maria de Borbó

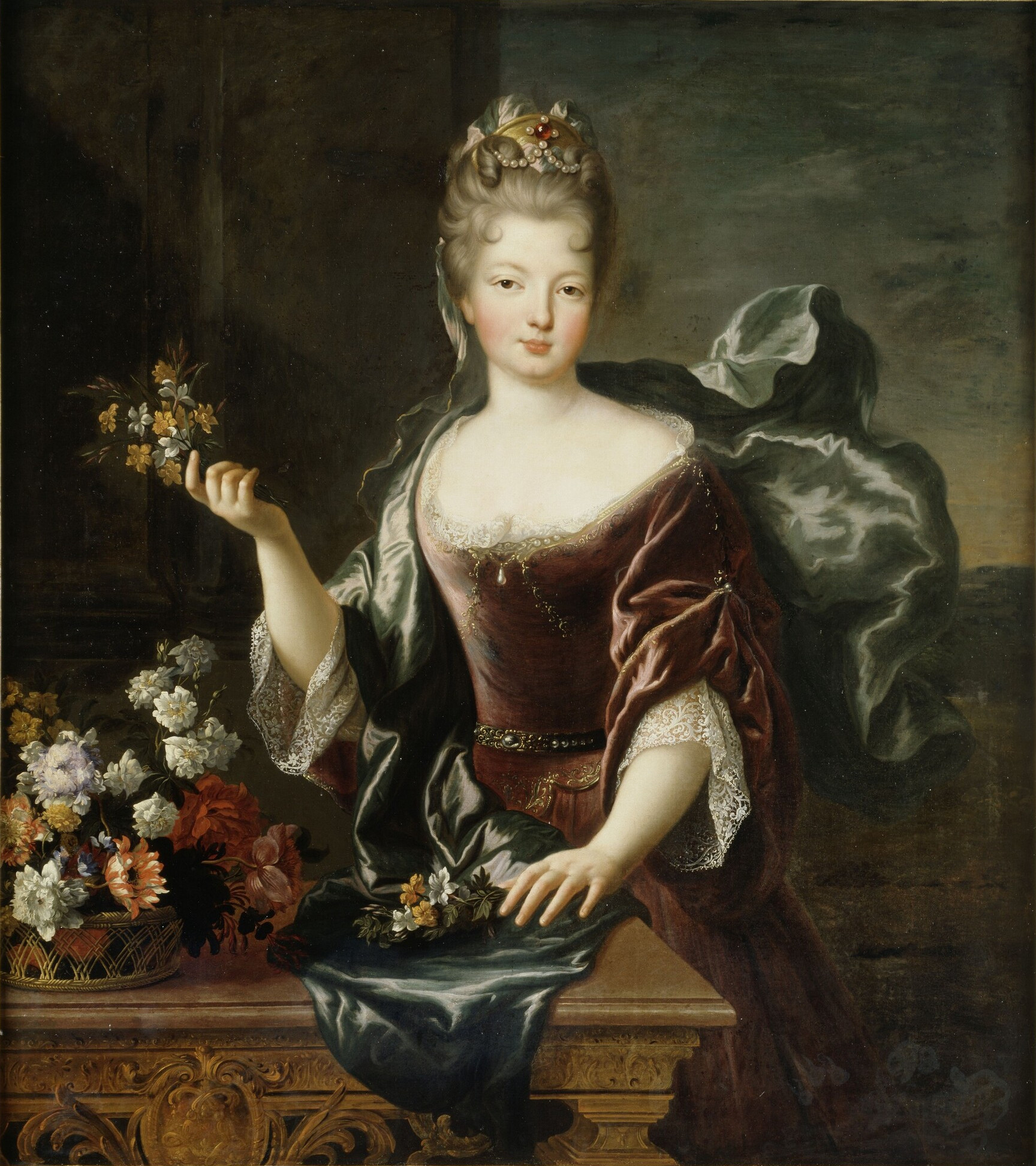
Francesca Maria, Mademoiselle de Blois, de Pierre Gobert (1692)

Francesca Maria de Borbó o Francesca de Maria de Blois, també coneguda com a Mademoiselle de Blois (Maintenon, 25 de maig de 1677 - París 1749) va ser duquessa consort d'Orleans, i legitimada com a princesa de França des de 1681. Era filla natural de Lluís XIV i de la seva amant Francesca Atenea de Rochechouart de Mortemart, marquesa de Montespan.
Es va casar amb el duc Felip d'Orleans l'any 1692 amb qui tingué set fills que arribaren a l'edat adulta:
1. Maria Lluïsa Elisabet d'Orleans (Versalles, 1695 - Castell de la Muette, 1719)
2. Lluïsa Adelaida d'Orleans (Versalles, 1698 - París, 1743)
3. Carlota d'Orleans (París, 1700-Mòdena, 1761)
4. Lluís d'Orleans (Versalles, 1703 - París, 1752)
5. Lluïsa Elisabet d'Orleans (Versalles, 1709 - Palau de Luxemburg, 1742)
6. Felipa Elisabet d'Orleans (Versalles, 1714 - Bangnolet, 1734)
7. Lluïsa Diana d'Orleans (París, 1716 - Castell d'Issy, 1736).

Amb l'adveniment de Francesca com a duquessa d'Orleans l'any 1701 es convertí en una de les primeres dames de la cort a Versalles, just després de la princesa Maria Adelaida de Savoia, duquessa de Borgonya i esposa de Lluís de França.
Malgrat tenir un caràcter passiu, malaltís i poc vital, la duquessa va dur a terme una activa política matrimonial per les seves filles, casant-les amb Carles de França (duc de Berry) i amb Lluís I d'Espanya. El matrimoni de la seva filla, la princesa Maria Lluïsa Elisabet d'Orleans, l'enfrontà amb la seva germana, la princesa Lluïsa Francesca de Nantes, per casar una de les seves filles amb el duc de Berry.
El pes de la duquessa augmentà en el si de la cort francesa arran de la mort del rei Lluís XIV, quan el duc d'Orleans fou nomenat regent de França. Arran de la mort del regent l'any 1723, la duquessa es retirà de la vida pública i morí al Castell de Saint Cloud l'any 1749.